# Sant'Antonio da Padova col Bambino (Bazzani)
Sant'Antonio da Padova col Bambino è un dipinto di Giuseppe Bazzani. Eseguito probabilmente negli anni quaranta del Settecento, è conservato nella National Gallery di Londra.

## Descrizione
Sant'Antonio da Padova è ritratto nel momento in cui gli compare in visione il Bambino mentre sta pregando l'Incarnazione. Si tratta presumibilmente di un'opera della maturità pittorica del pittore.